# Polynesische Navigation
Die polynesische Navigation wurde jahrtausendelang genutzt, um ohne Kompasse, Uhren und andere technische Hilfsmittel lange Reisen über Tausende von Kilometern im offenen Pazifischen Ozean zu unternehmen. Die Polynesier reisten dank ihrer Navigationstechniken mit Ausleger- oder Doppelrumpfkanus zu fast jeder Insel im riesigen Polynesischen Dreieck, besiedelten dessen Inseln und unterhielten trotz der großen Entfernungen kulturellen Austausch und Handel. Die Doppelrumpfkanus bestanden aus zwei großen, gleich langen Rümpfen, die nebeneinander festgezurrt waren. Der Raum zwischen den parallel angeordneten Kanus ermöglichte auf langen Reisen die Lagerung von Lebensmitteln, Jagdmaterial und Netzen. Die polynesische Navigation nutzt Orientierungstechniken wie Astronavigation, die Beobachtung von Vögeln, Meereswellen und Windmustern und stützt sich auf umfangreiches Wissen aus mündlicher Überlieferung.

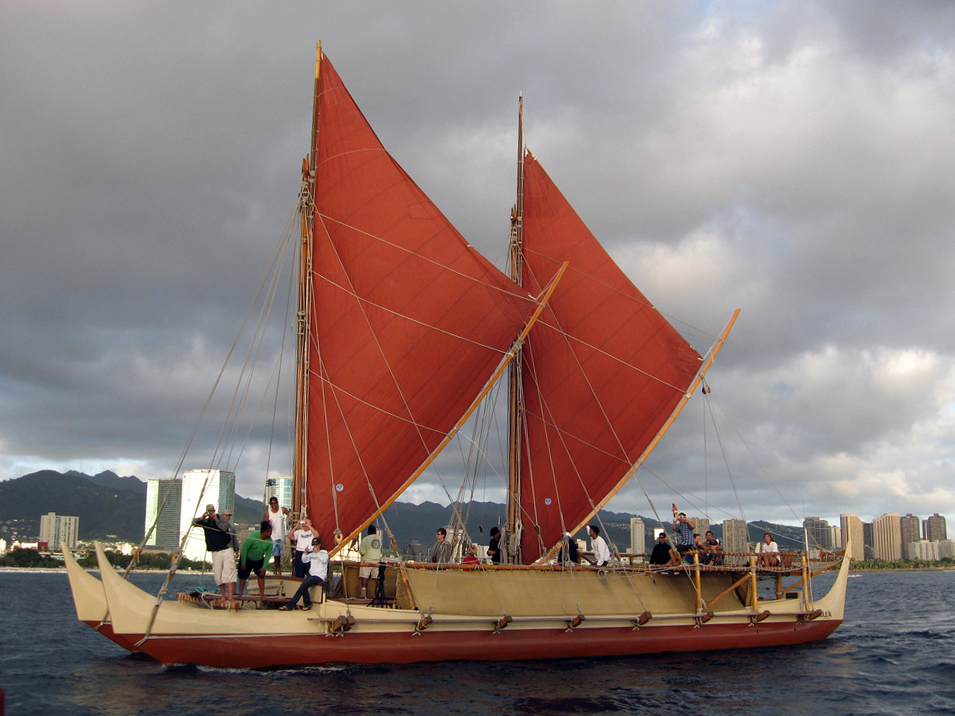
Hōkūleʻa, die Replikation eines hawaiischen Doppelrumpfkanus bei der Abreise aus Honolulu, 2009

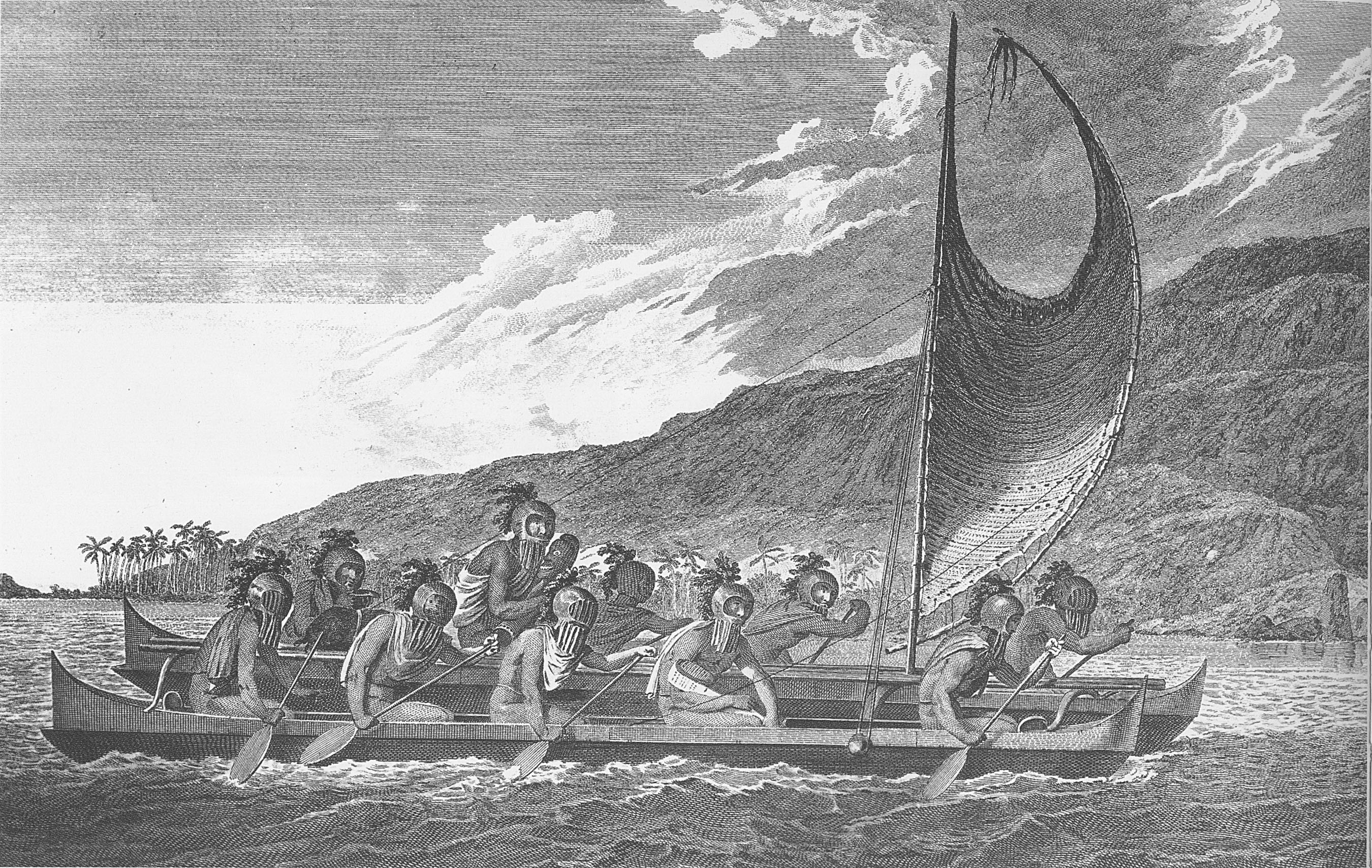
Hawaiier in einem Mehrrumpf-Kanu, um 1781

Im Allgemeinen unterhielt jede Insel eine Gilde von Seefahrern, die einen sehr hohen Status hatten. Ihre Fähigkeiten waren die Basis für Austausch und Handel und in Notzeiten konnten sie Hilfsgüter eintauschen oder Menschen auf benachbarte Inseln evakuieren. Sowohl die Orientierungstechniken als auch die Konstruktionsmethoden für Auslegerkanus wurden als Gildengeheimnisse gehütet, aber im Zuge der modernen Wiederbelebung dieser Fähigkeiten aufgezeichnet und veröffentlicht.

## Navigationstechniken
Die polynesische Navigation beruht in hohem Maße auf ständiger Beobachtung und auswendig gelerntem Wissen. Navigatoren müssen einerseits den richtigen Kurs zu einem weit entfernten Ziel über Tage und Wochen halten und korrigieren können und anderseits die Position von Inseln im näheren Umkreis finden können, auch wenn diese Inseln noch nicht mit bloßem Auge zu erkennen sind.
Kurs und Geschwindigkeit und Änderungen darin erkennen Navigatoren durch ständige Beobachtung von Wind, Wellen, Sonne und Sternen. Navigatoren müssen sich merken, von wo aus sie gesegelt sind, um zu wissen, wo sie sich befinden. Die Sonne ist dabei der wichtigste Wegweiser für Navigatoren, da sie ihre genauen Punkte beim Auf- und Untergang verfolgen können. Sobald die Sonne untergegangen ist, nutzen sie die Auf- und Untergänge der Sterne. In bewölkten Nächten oder bei Tageslicht werden Winde und Wellen als Orientierungshilfe genutzt.
Die meisten polynesischen Reisen werden in einer Zone durchgeführt, die innerhalb von 20° vom Äquator liegt, sodass Sterne relativ zum Horizont in nahezu vertikalem Winkel auf- und untergehen. Das Kurshalten mittels bekannter Sterne wird dadurch erleichtert.
Zum Auffinden naheliegender Inseln nutzt die polynesische Navigation eine breite Palette von Techniken, darunter die Flugrichtung bestimmter Vogelarten, Charakteristiken von Meeresströmungen und Wellenmustern, Biolumineszenz, sowie durch Inseln und Atolle verursachte Welleninterferenzmuster.

### Vogelbeobachtung
Bestimmte Seevögel wie die Seeschwalbe fliegen morgens aufs Meer, um Fische zu jagen, und kehren dann nachts an Land zurück. Navigatoren, die auf der Suche nach Land sind, segeln morgens und abends entlang der Vogelfluglinie in jeweils entgegengesetzte Richtung. Dabei sind sie vor allem auf große Vogelgruppen angewiesen und berücksichtigen die Veränderungen der Fluggewohnheiten während der Brutzeit.
Harold Gatty vermutet, dass polynesische Fernreisen den saisonalen Routen der Vogelzüge folgten. Reisen von Tahiti, den Tuamotus oder den Cookinseln nach Neuseeland könnten der Wanderung des Langschwanzkoels (Eudynamys taitensis) gefolgt sein. Reisen von Tahiti nach Hawaii könnten den Wanderrouten des Pazifischen Goldregenpfeifers (Pluvialis fulva) und des Borstenbrachvogels (Numenius tahitiensis) gefolgt sein.
Es wird angenommen, dass Polynesier, wie viele Seefahrervölker, Küstenvögel hielten. Eine Theorie besagt, dass zur Auffindung von Land Fregattvögel mitgenommen wurden. Die Federn dieses Vogels werden durchnässt und nutzlos, wenn er auf dem Wasser landet. Daher ließen Reisende ihn los, wenn sie glaubten, sich dem Land zu nähern, und folgten ihm, wenn er nicht zum Kanu zurückkehrte.

### Astronavigation

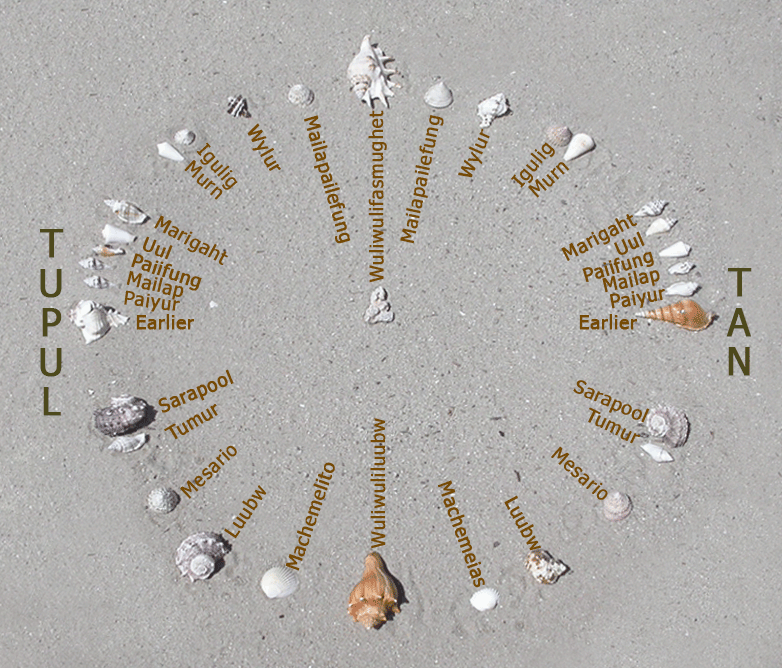
Der Sternenkompass von Mau Piailug, wie er auf den Karolinen unterrichtet wurde, mit Norden nach oben ausgerichtet. Nachbildung aus Muscheln und Sand mit satawalesischen Bezeichnungen.

Die Position der Sterne dient auch in der polynesischen Navigation der Orientierung. In der polynesischen Navigation wird der Kurs anhand eines Sterns in der Nähe des Horizonts festgelegt und auf einen neuen gewechselt, sobald der erste zu hoch steigt. Für jede Route wird eine bestimmte Abfolge von Sternen auswendig gelernt. Dabei werden auch Messungen der Sternhöhe durchgeführt, um den Breitengrad zu bestimmen. Auch die Breitengrade bestimmter Inseln sind in der traditionellen polynesischen Navigation bekannt, und es wird die Technik des „Abwärtssegelns über den Breitengrad“ angewendet: Das Wissen, dass die Bewegung der Sterne über verschiedenen Inseln einem ähnlichen Muster folgt (das heißt, dass alle Inseln eine ähnliche Beziehung zum Nachthimmel haben), verhilft in der traditionellen polynesischen Navigation zu einem Gefühl für den Breitengrad, sodass mit dem vorherrschenden Wind gesegelt werden kann, bis man den Kurs nach Osten oder Westen ausrichtet, um das Ziel anzusteuern.
Einige polynesische Sternkompasssysteme geben bis zu 150 Sterne mit bekannter Himmelsrichtung an, auch wenn die meisten Systeme nur ein paar Dutzend beinhalten. Die Entwicklung von Sternkompassen wurde untersucht und man vermutet, dass sie sich aus einer Art Peilscheibe entwickelt haben.

### Seegang
Die polynesische Navigation nutzt Wellen- und Seegangsformationen zur Zielfindung und Orientierung. Viele der bewohnbaren Gebiete des Pazifischen Ozeans sind Inselgruppen (oder Atolle), die Hunderte von Kilometern lang in Ketten angeordnet sind. Inselketten haben vorhersehbare Auswirkungen auf Wellen und Strömungen. Polynesische Navigatoren kennen zumindest die Auswirkungen ihrer Heimatinseln auf die Form, Richtung und Bewegung des Wellengangs und können ihren Kurs entsprechend korrigieren. In der Nähe einer unbekannten Inselkette, können sie aus ähnlichen Wellenformationen Analogien ableiten.
Da der Wellengang des Pazifik weniger von lokalen Windphänomenen abhängig ist und über viele Tage konstant bleibt, können die Seegangsmuster zum Kurshalten verwendet werden, wenn keine Sterne oder andere Fixpunkte sichtbar sind.

### Wolken und Reflexionen an Wolken
Der weiße Sand der Korallenriffe erwärmt sich im Sonnenlicht und reflektiert große Anteile davon. Tiefes Wasser reflektiert wenig Sonnenlicht. In der polynesischen Navigation werden Wolken identifiziert, die über Atollen entstehen, um letztere zu lokalisieren. Es werden auch subtile Unterschiede in der Farbe von Wolken genutzt, die auf das Vorhandensein von Lagunen oder Flachwasser zurückzuführen sind.
In Ostpolynesien segelten Seefahrer, die von Tahiti zum Tuamotu-Archipel wollten, direkt nach Osten zum Anaa-Atoll, wo es eine flache Lagune gibt, deren schwachgrüne Farbe sich in den Wolken über dem Atoll spiegelt. Der Navigator konnte seinen Kurs korrigieren, wenn er in der Ferne das Spiegelbild der Lagune in den Wolken sah.

### Te lapa
Te lapa ist ein ungeklärtes Lichtphänomen, das in der polynesischen Navigation zur Auffindung von Inseln genutzt wird. Dabei handelt es sich um eine Lichterscheinung, die von Inseln ausgehend auch in großen Distanzen auf oder direkt unter der Wasseroberfläche auftritt. Te lapa ermöglicht dadurch das direkte Ansteuern einer Insel. Die Existenz von Te lapa ist umstritten.

### Navigationsgeräte
Derzeit gibt es keine Hinweise darauf, dass historische polynesische Seefahrer Navigationsgeräte an Bord von Schiffen verwendeten. Die mikronesische Bevölkerung der Marshallinseln verwendet jedoch seit langem an Land eine Stabkarte, die als räumliche Darstellung der Inseln und der sie umgebenden Bedingungen dient.

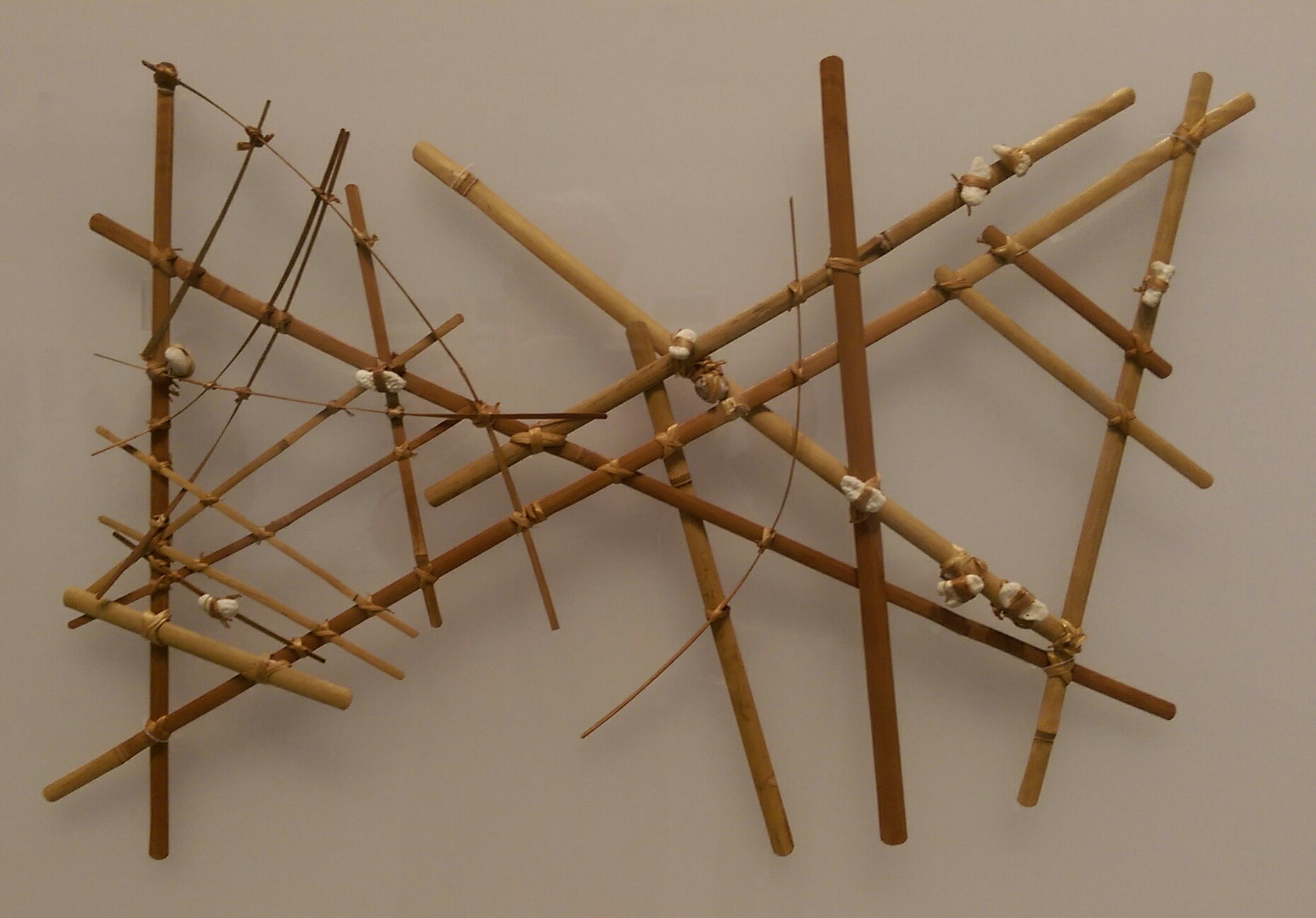
Navigationskarte von den Marshallinseln aus Holz, geknoteten Pflanzenfasern und Schalen von Kaurischnecken

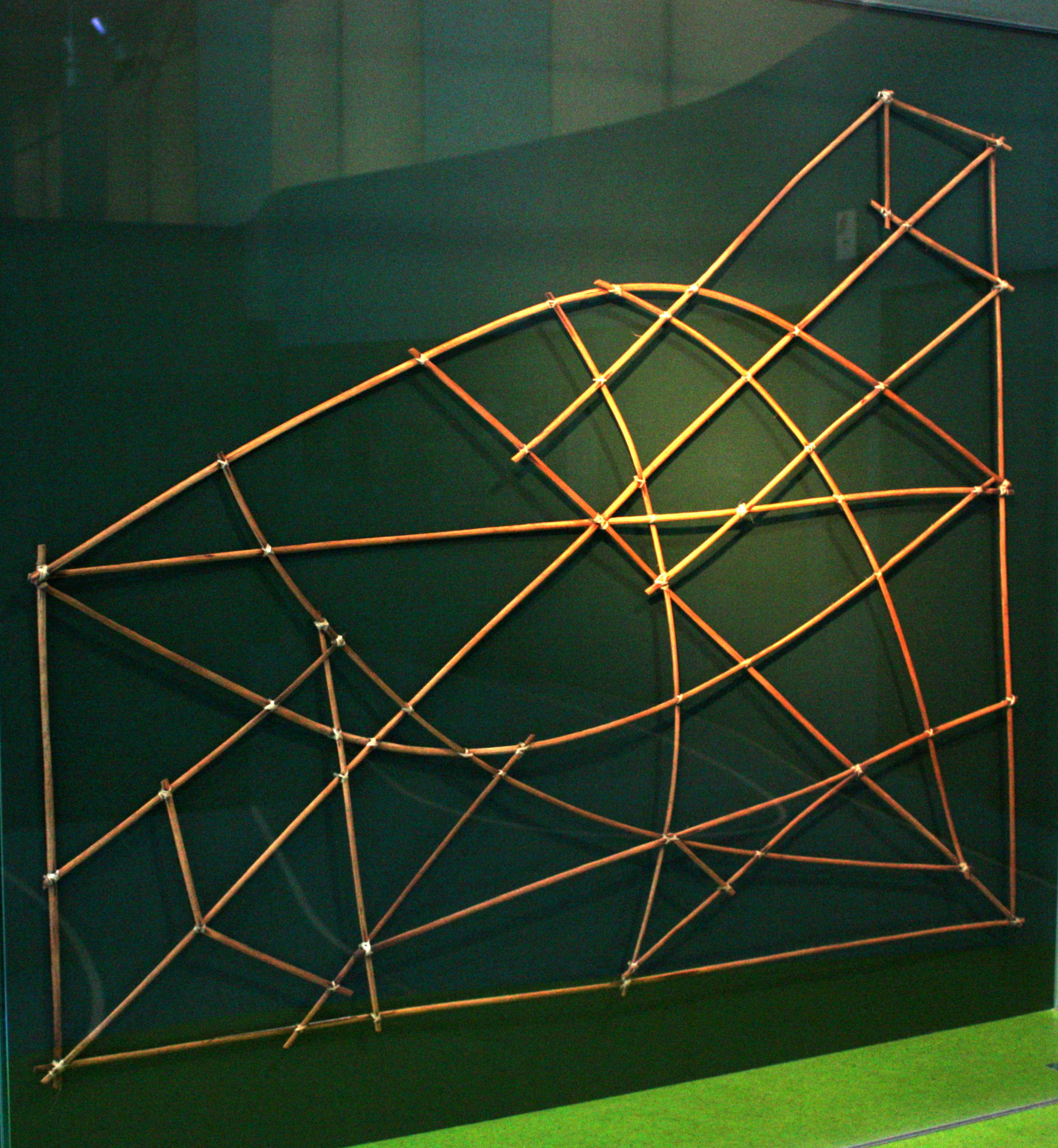
Stabkarte, Überseemuseum Bremen

Polynesische Seefahrer erstellten Karten mit Rippen aus Kokosnussblättern, die an einem quadratischen Rahmen befestigt waren, wobei die Krümmung und Schnittpunkte der Blattrippen die Wellenmuster anzeigten, die durch Inseln im Weg des vorherrschenden Windes verursacht wurden.